# Huta (Pomerania)
Huta [pronunciación en polaco: /ˈxuta/] es un pueblo ubicado en el distrito administrativo de Gmina Cekcyn, dentro del Distrito de Tuchola, Voivodato de Cuyavia y Pomerania, en el norte de Polonia central. Se encuentra aproximadamente a 3 kilómetros al suroeste de Cekcyn, a 10 kilómetros al sureste de Tuchola, y a 50 kiilómetros al norte de Bydgoszcz.
El pueblo tiene una población de 40 habitantes.